# Morse-theorie

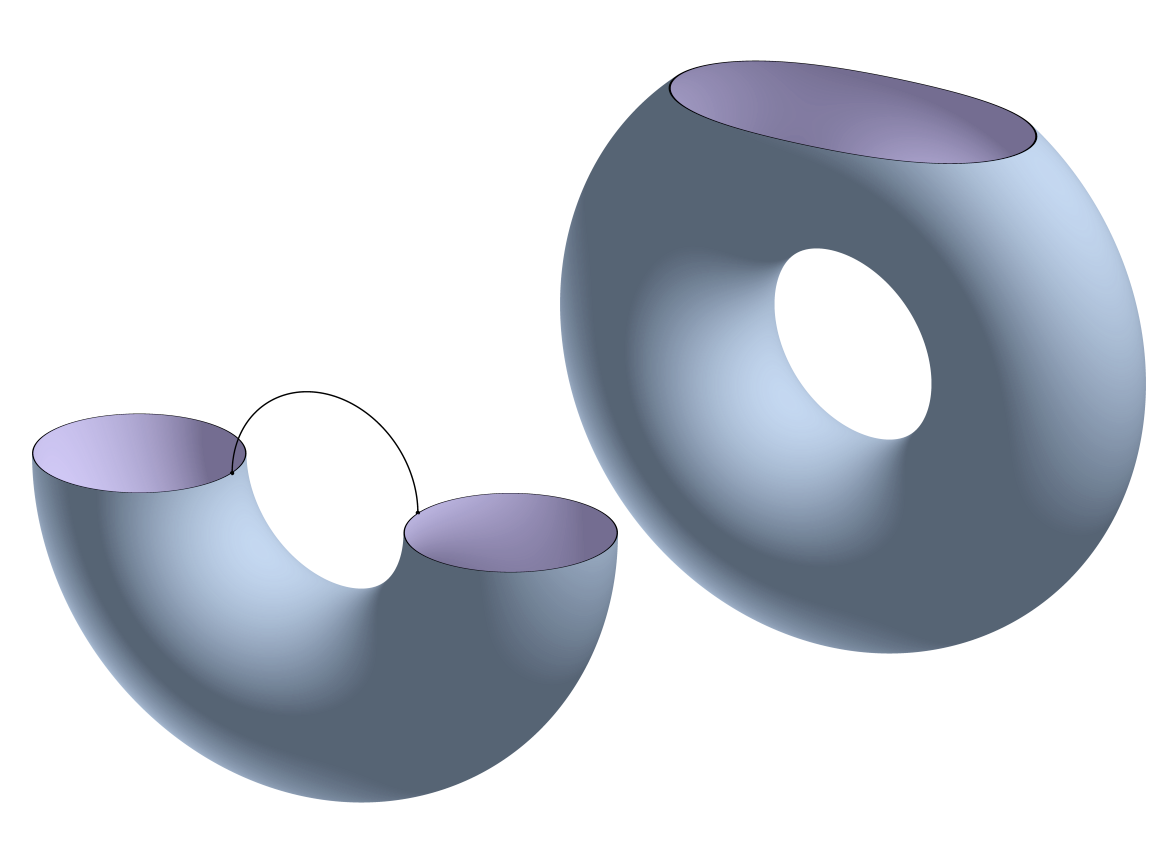
Voorbeeld

In de differentiaaltopologie, een deelgebied van de wiskunde, geven de technieken van de Morse-theorie een directe manier om de topologie van een variëteit te analyseren door de differentieerbare functies op die variëteit te bestuderen. Volgens de fundamentele inzichten van Marston Morse zal een differentieerbare functie op een variëteit, in een normaal geval, de topologie heel direct weergeven. De Morse-theorie maakt het mogelijk om CW-structuren en handvatdecomposities op variëteiten te vinden en om zo substantiële informatie over hun homologie te verkrijgen.